# جيسون ريسو
جيسون ريسو (بالإنجليزية: William Jason Reso) مواليد 30 نوفمبر 1973، هو مصارع كندي محترف، ويعمل حالياً باتحاد AEW ويعرف باسم كريستيان كيج (بالإنجليزية: Christian Cage)، حاصل على بطولة القارات في المصارعة الحرة 4 مرات في اتحاد WWE.

## معلومات عن كريستيان
الطول (1,85 متر)
الوزن (95 كغم)
المدرب (دوري فنك)
أغنية الدخول إلى الحلبة (just close your eyes).

## الحركات النهائية
- الضفدع البداية (Frog splash)عملها في TNA، للإشادة أدى غيريرو
- كيل سويتش (Killswitch)
- سبيير (SPEAR) حركة خاصة بصديق عمره ايدج.

## فترة 2009 - 2010
انتقل من أي سي دبليو إلى سماكداون وحاول الحصول على ماني إن ذا بانك وخاض مباراة قوية امام كوفي كنغستون وانتهت بفوز كنغستون وهزم الوسيم كودي رودز وبعدها دخل في عداوة مع البيرتو ديل ريو وفي عرض من عروض السماكداون هاجم البرتو كريستيان ووضع يده في كرسي فولاذي ورماه على حاجز الجمهور مما أدى إلى اصابة كرستيان في يده اليسرى فذهب للمستشفى لتلقي العلاج، وعاد كريستيان بعد ستة أشهر من العلاج ليدخل ويهاجم البيرتو ديل ريو في المنيشن تشيمبر وكانت عودة قوية وقبل رسلمينيا مرا كريستيان وايدج في عداوة مع البيرتو ديل ريو وتلميذه برودس كلاي وبما أن البيرتو ديل ريو هو الفائز برويال رمبل فقد اختار ايدج ليواجهه في رسلمينيا وانتهت بمحافظة ايدج على اللقب

## فترة 2011 - 2014

### عداءه مع راندي أورتن
بعد أن فاز كريستيان بلقب العالم للوزن الثقيل في EXTREME RULES وبعده بخمس أيام تكلم كريستيان عن فوزه لمن قاطعه مارك هنري ويطالبه بمباراة على اللقب لكن كريستيان يرفض وياتي ذا غريت كالي ومساعده ويقول انه بطل العالم السابق ويطلبه بمباراة على اللقب وكريستيان يرفض ثم ياتي راندي اورتن ويطالبه بمبارة على اللقب ثم تدق موسيقى تيدي لونج ويقول لن أقرر المباراة والجمهور يصرخ راندي راندي راندي ويقول تيدي سادع الجمهور يحدد المنافس الأول على اللقب ويبدأ بي مارك هنري لكن الجمهور يرفض وبعده كالي ونسبه قليلة الذين يقبلون وبعده راندي أورتن والجمهور يقبل ويقول تيدي الليلة كريستيان ضد راندي أورتن على لقب العالم الليلة.
ثم لعبة المباراة وفاز راندي بلقب بعد تنفيذ RKO على كريستيان وبعده في الاسبوع التالي جاء كريستيان وهنئ راندي على الفوز يطلبه بمباراة على اللقب في OVER THE LIMIT ثم ياتي شايمس ومارك هنري ويبدأ بالهجوم على كريستيان لكن راندي ينقذه بعد ذلك في الكواليس تيدي لونج يحدث راندي وكريستيان ويقول ستكون هناك مباراة فرق كريستيان وراندي ضد شايمس ومارك هنري لكن فاز بهذه المباراة كريستيان وراندي
والاسبوع التالي لعبة مباراة شايمس ضد كريستيان وفاز كريستيان بتدخل مارك هنري ثم ياتي راندي اورتن للمساعدة ثم لعبة مباراة مارك هنري ضد راندي وفاز راندي بسبب تدخل شايمس ثم ياتي كريستيان للمساعدة
وفي OVER THE LIMIT حاول كريستيان الفوز بكل الطرق لكن راندي فاز وفي الاسبوع جاء راندي اورتن وتحدث عن فوز في OVER THE LIMIT لكن جاء كريستيان وطلب مباراة رد على اللقب لكن شايمس ياتي ويطلب مباراة على اللقب ومارك هنري أيضا لكن ياتي تيدي وحدد مباراة ثلاثية بين كريستيان ضد مارك ضد شايمس وفاز بهذه المباراة شايمس وأصبح المنافس الأول على لقب العالم
وفي الاسبوع التالي لعبة مباراة كريستيان ضد مارك وفاز كريستيان ثم يطالب ان يكون الحكم وتيدي يقبل ثم لعبة مباراة راندي ضد شايمس على لقب العالم والحكم كريستيان فاز راندي وبعد ذلك ضرب كريستيان راندي بالحزام وفي الاسبوع التالي جاء كريستيان وقال انه لا يريد لعب مباراة ضد راندي وتنتهي الفقرة ثم لعبة مباراة شايمس ضد راندي NO DQ وفاز شايمس بعد أن تدخل كريستيان وضرب راندي بالحزام

### ماني إن ذا بانك 2011
في ماني إن ذا بانك 2011 لعب راندي اورتن مع كريستيان بقوانين تنص بأن إذا حصلت مخالفة على راندي اروتن تلقائيا كريستيان يصبح البطل، بعد صراع طويل بصق كريستيان على وجه راندي فغضب راندي وفقد سيطرته على نفسه ممأادى إلى ركله في المكان المخالف لكريستيان فخسر راندي حزام البطولة لكن راندي لم ينته فانقض على كريستيان بقوة ونفذ حركة rko مرتين لكريستيان على طاولة التعليق

### سمر سلام ومبارة الإعادة
بعد شهر راندي طلب مباراة معاده في سمر سلام ففاز راندي اورتن واستعاد حزام لطولته بجدارة
بعد اسبوع في سوبر سماكداون طالب كريستيان بمباراة معاده فجاء بريت هارت وقال ان كريستيان وراندي اورتن سيتعاركان بالقفص الحديدي بعد صراع طويل وقوي فاز راندي اورتن وبينما كان يحتفل اتى مارك هنري فقضى على راندي اورتن ليكون هذا تهديد

### عداوة كريستيان وشايمس
بعدما خسر كريستيان امام راندي اورتن دخل بعدها في عداوة قوية مع المصارع شايمس وفي تلك الأثناء كان مارك هينري مسيطرا وقد أخذ اللقب من راندي اورتن فسارع كريستيان ليطلب من تربل ايتش ان يواجه مارك هينري على اللقب لكن تربل ايتش وضعه في موضع حرج عندما اختار له مباراة من نوع (لامبارجاك) وكان صراعا متكافئا إلى أن تتدخل شايمس ليهدر فرصة كريستيان في الفوز بالقب ولكن كريستيان لم يتوقف عندها ففي رو سوبر شو دافع كودي رودز عن لقبه امام 9 من المصارعين في مصارعة ملكية بقي آخر شخصان كودي وشايمس فتدخل كريستيان ليهدر فرصة شايمس في الفوز فتواجها في HELL IN A CELL وانتهت بتغلب شايمس وفي سماكداون دافع كودي رودز عن لقبة امام شايمس مرة أخرى ليتدخل كريستيان ويهدر فرصة شايمس بالفوز واستمرت عداوتهم إلى مهرجان الانتقام ليتواجها مرة أخرى ففاز شايمس واصيب كرستن وغاب لفترة.
وبعدها عاد كرستيان وانضم إلى إلى فريق جون لورينايتس في راسلمينيا 28 ضد فريق تيدي لونج وتمكن فريق لورينايتس من الفوز في عرض اوفر ذا ليميت اقيمت مباراة ملكية والفائز يختار بطولة أمريكا أو بطولة القارات لينافس عليها في نفس الليلة فاختار بطولة القارات التي كان بطلها كودي رودز وتمكن من الفوز عليه ليصبح بطل القارات

### مباراة ثأر على بطولة القارات
في No Way Out 2012 اقيمت مباراة ثأر بين كريستيان بطل القارات ضد كودي رودز على بطولة كريستيان لم يفلح رودز في استعادة بطولة القارات وفاز كريستيان وتمكن من الاحتفاظ باللقب

### المشاركة في Money In The Bank 2012
تمكن كريستيان من التأهل إلى ماني إن ذا بانك للحصول على فرصة لربح حقيبة النقود الزرقاء التي يمكن صرفها على بطولة العالم للوزن الثقيل كانت مباراة رائعة وحاول كريستيان في أكثر من مرة ويذكر ان كودي رودز تأهل للموني ان ذا بانك بعد هزمه كريستيان وقام كريستيان وكودي رودز بالعديد من الضربات في المباراة ولكن لم يستطع أحد منهما ربح الحقيبة وربحها دولف زيجلر

### خسارة بطولة القارات
في حلقة Raw 1000 لعب ذا ميز ضد كريستيان في مباراة على لقب القارات وكان المقدم الخاص للمباراة هو عضو قاعة المشاهير بريت «ذا هيت مان» هارت وقد كانت مباراة رائعة اصيب فيها كريستيان في كاحله الأيمن وهو ما استغله ذا ميز ليفوز في المباراة ويصبح بطل القارات الجديد وحاليا بطل القارات هو كوفي كينغستون بعد أن هزم ذا ميز في عرض مين ايفينت
مدراء الأعمال
جنريل
تريش ستراتوس
تايسون توموكو

## الألقاب
- بطل ECW مرتين
- بطل القارات 4 مرات
- بطل أوروبا مرة واحدة
- بطل الهاردكور مرة واحدة
- بطل الفرق الزوجية 9 مرات
- أفضل فريق في عام 2000 مع ايدج
- بطل العالم للوزن الثقيل مرتين في عام 2011

## روابط خارجية
- جيسون ريسو على موقع IMDb (الإنجليزية)
- جيسون ريسو على موقع ألو سيني (الفرنسية)
- جيسون ريسو على موقع قاعدة بيانات الفيلم (الإنجليزية)
- جيسون ريسو على موقع كينوبويسك (الروسية)
- جيسون ريسو على موقع دبليو دبليو إي (الإنجليزية)
- جيسون ريسو على موقع WrestlingData.com (الإنجليزية)
- جيسون ريسو على موقع CageMatch worker (الإنجليزية)
- جيسون ريسو على موقع قاعدة بيانات المصارعة على الإنترنت (الإنجليزية)
- جيسون ريسو على موقع عالم المصارعة على الإنترنت (الإنجليزية)
- جيسون ريسو على موقع عالم المصارعة على الإنترنت (الإنجليزية)